# Berndebach
Der Berndebach ist ein knapp viereinhalb Kilometer langer, südwestlicher und linker Zufluss der Nuttmecke auf dem Gebiet der Stadt Attendorn im nordrhein-westfälischen Kreis Olpe.

## Geographie

### Verlauf
Der Berndebach entspringt südlich des Forsthauses Ebbe auf einer Höhe von etwa 583 m ü. NHNin einen im Naturschutzgebiet Berndebachtal gelegenen Wald.
Von seiner Quelle aus fließt der Bach im Naturschutzgebiet zunächst gut zwei Kilometer in südöstlicher und dann gut einen Kilometer in nordöstlicher Richtung durch ein bewaldetes Tal. Östlich der Flur Hebberge wird er dann auf seiner linken Seite vom Apoller Siepen gestärkt.
Der Berndebach erreicht dann  den Attendorner Ortsteil Neuenhof und durchfließt die Ortschaft in fast östlicher Richtung. Am Ostrand des Dorfs fließt ihm auf seiner rechten Seite der aus dem Süden kommende Biekebach zu.
Kurz danach unterquert der Berndebach die L 697 (Plettenberger Straße), läuft in Richtung Nord-Nordosten parallel der Landstraße an einer Reihe von kleinen Teichen entlang und mündet schließlich im Attendorner Ortsteil Nuttmecke auf einer Höhe von ungefähr 262 m ü. NHN von links in die Nuttmecke.
Der etwa 4,4 km lange Lauf des Berndebachs endet etwa 262 Höhenmeter unterhalb seiner Quelle, er hat somit ein mittleres Sohlgefälle von ungefähr 60 ‰.

### Einzugsgebiet
Das 6,687 km² große Einzugsgebiet des Berndebachs wird durch ihn über die Nuttmecke, die Oester, die Else, die Lenne die Ruhr und den Rhein zur Nordsee entwässert.
Es grenzt
- im Nordosten an das Einzugsgebiet der Nuttmecke
- im Osten an das des Bremgebachs, der über die Bigge in die Lenne entwässert
- im Südosten an das des Eckenbach, der in die Bigge mündet
- im Südwesten an das des Wesebachs, der über die Ihne in die Bigge entwässert
- und im Norden an das der Oester.

Das Einzugsgebiet ist fast gänzlich bewaldet.

### Zuflüsse
- Apoller Siepen (links), 0,5 km[4]
- Biekebach[5] (rechts), 2,2 km, 2,99 km², 72,29 l/s

## Naturschutzgebiet
Entlang des Baches zwischen seiner Quelle und dem Attendorner Ortsteil Lichtringhausen befindet sich das 36,07 ha große Naturschutzgebiet Berndebachtal.